# Phragmipedium manzuri
Phragmipedium manzuri är en orkidéart som beskrevs av Wesley Ervin Higgins och Viveros. Phragmipedium manzuri ingår i släktet Phragmipedium och familjen orkidéer.
Artens utbredningsområde är Colombia. Inga underarter finns listade i Catalogue of Life.